# El cavaller de les ombres
El cavaller de les ombres (títol original en xinès, 神探蒲松龄之兰若仙踪) és una pel·lícula de comèdia de fantasia històrica xinesa del 2019 dirigida per Yan Jia (amb el pseudònim de Vash), escrita per Liu Bohan i Jian Wen, i protagonitzada per Jackie Chan, Zhong Chuxi, Ethan Juan i Lin Peng. La pel·lícula es va estrenar el 5 de febrer de 2019 a la Xina. S'ha doblat i subtitulat al català.
La pel·lícula va recaptar un total de 123 milions de iuans en els primers cinc dies d'estrena.